# John Morin
John Morin (n. 1 de septiembre de 1977) es un Cantante, Compositor y Productor Español generalmente de música para Artistas, Audiovisuales y Videojuegos. Es considerado un músico polifacético, en particular por sus trabajos en diversos géneros musicales como pop, rock, soul, grunge, música electrónica, funk, música infantil, etc.
Ha compuesto y colaborado con todo tipo de artistas. Productores como Pablo Cebrián de EMI, Antonio Escobar , Dave Alna de Catproof / http://univackcreative.com (donde además dirige el departamento de Audio y también la Dirección de Doblaje) y diversos músicos como David Yera, Miguel Tena, el pianista Paco Liberia o Víctor Guadiana, de la banda El sombrero del abuelo http://www.elsombrerodelabuelo.com (enlace roto disponible en Internet Archive; véase el historial, la primera versión y la última).

## Bandas
John Morin ha formado parte de muchas bandas, siendo las más destacadas:
- Elephant Droids (2011-Actualidad), junto con Dave Alna de su anterior formación "Psicorama", forman un dueto de música Electrónica-Fusión que maneja todo tipo de estilos musicales. John Morin como compositor, vocalista y productor.
- Himno Zero (2011), de formación reciente junto con el guitarrista y compositor Raúl González Carrillo. Música con influencias británicas y españolas. John Morin como compositor y vocalista.
- Bandas de Tributo (2010-Actualidad), conciertos tributo a grupos como Red Hot Chili Peppers, Depeche Mode, etc. John Morin como vocalista.
- Psicorama (2007-2009), habiendo sido seleccionados para la presentación del concurso de ráfagas de Miradas 2 de RTVE y la creación de algunas de las cortinas musicales usadas en el mismo programa. Realizaron una actuación para RTVE2 en La Casa Encendida, con John Morin como vocalista y compositor.
- Njoid (2005-2007), formación de grunge y rock con cierta repercusión, principalmente en la escena musical del Corredor del Henares. John Morin participa como vocalista y compositor.
- Noise Gates (2001-2004). La banda inicial de John Morin, con la que consigue sus primeros logros. Ganadores del Certamen de Jóvenes Creadores de Alcalá de Henares. Así mismo, parte de la primera maqueta que desarrolla el grupo es reproducida en la serie de televisión "Policías" para la cadena Telecinco. Firman un contrato discográfico con Red Wine. John Morin participa como baterista y compositor.

## John Morin en Internet
Su tema "Promised Land" sido remezclado en la Web Hispasonic, en la sección de Mezcla Pro, por el productor Antonio Escobar (Antipop). Esta iniciativa permitió a los usuarios de dicha Web aprender sobre el proceso de remezcla de la composición de John Morin, dando además multitud de versiones del tema que se encuentran disponibles en http://www.hispasonic.com/foros/recopilacion-mezclas-promised-land/262306
En 2011 colabora además con el realizador de audiovisuales David Serrano Bouthelier en la composición original de la canción "Sueño Extraño" para el documental de TV y con gran acogida en Internet Todos cuentan 15M sonando de fondo en la finalización del mismo.

## Locutor y actor de doblaje
John Morin ha realizado además diversos trabajos de locución y actor de doblaje para el Ministerio de Medio Ambiente de España, Fisalud, Intea, etc. y ha servido también de voz en off para diversos cortos de cine como 'Pies Desparejados', donde además es compositor de la banda sonora original.
En 2012 participa en la composición de la música de los cortometrajes " Belleza y Experiencia " y "Ven Conmigo" del Director "Luis Javier Jimenez Múgica" . Así mismo también participa en la música del corto 3D "Trainsformers" de Andrea Figueroa, Kevin Álvarez y Juan Nethencourt.

## Univack Creative
John Morin jugó un papel muy importante en Univack Creative, productora madrileña de Audiovisuales en la que se encargó del departamento de Audio, realizando todo tipo de trabajos de Composición, Interpretación y Producción, además de encargarse de toda la Dirección del Doblaje.

## Música Infantil TV
En 2015 comienza el proyecto de Música Infantil TV , un canal de Youtube dedicado a la música para bebés que incluye todo tipo de nanas y canciones de cuna tradicionales para dormir y relajar, obteniendo poco a poco recupercusión en la famosa red social de Google y compitiendo con el resto de los mejores canales de música relajante . Con canciones propias como Océano en Calma y versiones como la famosa Brahms Lullaby , es un canal que hoy en día con millones de reproducciones se ha convertido en un gran referente en el sector.